# Anemone ochroleuca
Anemone ochroleuca är en ranunkelväxtart som beskrevs av Bruegg.. Anemone ochroleuca ingår i släktet sippor, och familjen ranunkelväxter. Inga underarter finns listade i Catalogue of Life.